# Тобяш, Здзислав
Здзислав Тобяш (пол. Zdzisław Tobiasz; 13 мая 1926 — 17 октября 2022) — польский актёр театра, кино, радио и телевидения, также актёр озвучивания и театральный режиссёр.

## Биография
Здзислав Тобяш родился 13 мая 1926 года в д. Новое Медзе в окрестности города Серадз. Дебютировал в театре в 1949 г. Актёрское образование получил в Государственной высшей театральной школе в Варшаве, которую окончил в 1951 году. Актёр театров в Лодзи, Варшаве, Ольштыне, Познани, Люблине и Щецине. Выступал в спектаклях «театра телевидения» в 1963—1997 гг. и «театра польского радио» по 1999 год.
Скончался 17 октября 2022 года.

## Избранная фильмография

### Актёр
- 1962 — Гангстеры и филантропы / Gangsterzy i filantropi
- 1963 — Как быть любимой / Jak być kochaną
- 1964 — Жизнь ещё раз / Życie raz jeszcze
- 1971 — Агент № 1 / Agent nr 1
- 1974 — Завтра / Jutro
- 1982 — Долина Иссы / Dolina Issy
- 1987 — Закрыть за собой дверь / Zamknąć za sobą drzwi
- 1987 — Короткий фильм об убийстве / Krótki film o zabijaniu
- 1988 — Декалог 5 / Dekalog 5

### Озвучивание
- польские мультфильмы и документальные фильмы 1980—1993 гг.
- польский дубляж: 12 разгневанных мужчин, Бабар, Бесконечная история 3, Крах операции «Террор», Машина времени, Пётр Великий, Хроники молодого Индианы Джонса.

## Признание
- 1974 — Золотой Крест Заслуги
- 1979 — Кавалерский крест Ордена Возрождения Польши
- 1988 — Офицерский крест Ордена Возрождения Польши